# Club Med
Club Med, anteriormente conocido como Club Méditerranée SA, es una compañía privada con sede en Francia, especializada en vacaciones premium todo incluido. La compañía es propiedad principal de Fosun Group y es propietaria u opera en su totalidad de más de setenta complejos turísticos con todo incluido premium en lugares de vacaciones en todo el mundo.

## Historia

### Fundación
El club fue iniciado en 1950 por el empresario belga Gérard Blitz. Blitz había abierto una colonia de tiendas de campaña de bajo precio en la isla de Mallorca. Gilbert Trigano suministró las carpas y, en 1953, Blitz lo contrató para formar una sociedad. El primer Club Med oficial se construyó el año siguiente en Palinuro, Salerno, Italia. Los pueblos originales eran simples: los miembros se alojaban en chozas de paja sin iluminar frente a la playa, compartiendo instalaciones de lavado comunales. Estas aldeas han sido reemplazadas por bloques modernos o cabañas con instalaciones de baño.

### Expansión
En 1961, la compañía fue comprada por el barón Edmond de Rothschild, de 35 años, después de haber visitado un centro turístico y haber disfrutado de su estancia. Con el financiamiento de Rothschild, el número de aldeas aumentó considerablemente bajo el liderazgo de Trigano de 1963 a 1993. Las aldeas de invierno, que ofrecían clases de esquí y deportes de invierno, se introdujeron en 1956 en Leysin, Suiza. En 1965, se abrió en Tahití el primer club fuera del Mediterráneo. Club Med amplió su alcance al abrir aldeas en el Caribe y Florida, donde el idioma principal era el inglés en lugar del francés.
Originalmente, el Club se convirtió principalmente en un destino para familias, y el club Mini se convirtió en primer lugar en 1967.
El Club también dejó de ser un club en el sentido legal, cambiando de una asociación sin fines de lucro a una sociedad anónima con fines de lucro (SA francesa) en 1995. Sin embargo, a cada nuevo cliente todavía se le cobra una tarifa de membresía en Uniéndose, y los clientes que regresan pagan una tarifa anual también.

## Servicio
Cada resort ofrece una lista de servicios y actividades en un solo paquete. Esto incluye alojamiento, comida, uso de instalaciones, actividades deportivas, juegos y espectáculos. Ciertos artículos, como las bebidas alcohólicas de primera calidad, requerían previamente el uso de cuentas o boletos como forma de pago.

## Personal
El personal de Club Med se llama "GOs", o Gentils Organisateurs (Organizadores Gentiles / Agradables). Los clientes son "GMs" o Gentils Membres (Gracious / Nice Guests / Members). El complejo es conocido como un pueblo. El gerente del resort se llama Chef de Village (Jefe de Village). Los Chefs de Villages son responsables del ambiente del resort, el bienestar de los huéspedes, coordinan con las oficinas corporativas y supervisan las operaciones diarias generales de los resorts. Chefs de Villages a menudo son vistos haciendo recorridos diarios del resort que involucran el registro con los huéspedes. Los gerentes del resort también son responsables de anunciar el programa de la noche y de dirigir algunos "signos locos" (bailes comunales), antes de pasar el micrófono al Asistente del Chef de Village, al Gerente de Eventos o al Gerente de Deportes. Cada pueblo cuenta con un equipo de gerentes, desde Gerente de Eventos, Gerente de Deportes, Gerente de Ocio, Gerente de Restaurante, Gerente de Bar, Gerente de Recepción, etc.
La característica especial de Club Med es que los GO y los GM juegan, cenan, beben y bailan juntos todos los días y noches. La práctica deportiva diurna y nocturna y los espectáculos nocturnos con participación del público son a menudo parte de la experiencia de vacaciones.
Una institución particular es la danza comunitaria o los signos locos liderados por los GOs a intervalos variables durante el día y la noche (la frecuencia varía según la aldea). Los pasos de baile para cada canción son estándar en toda la organización con algunos nuevos introducidos cada año. Los espectáculos nocturnos, que a menudo requieren una coreografía detallada, también están estandarizados e incluyen rutinas nuevas y establecidas.
Los GO se mueven entre pueblos y muchos trabajan tanto en invierno como en verano. Se espera que todos los GO, independientemente de su área de especialidad (un deporte o función administrativa), participen regularmente tanto en el programa como en los "signos locos". Su trabajo se complementa con personal de apoyo de contratación local, como limpiadores y cocineros, conocidos como "GEs" o Gentils Employés (Gracious / Nice Employees). Club Med ofrece a GOs un contrato renovable de seis meses, que incluye pago competitivo, y alojamiento y comida incluidos. En la temporada de verano, las aldeas como Club Med Columbus Isle ofrecerán a GOs un contrato renovable de tres meses.
Hay 15,000 GO de 96 nacionalidades diferentes que trabajan en las aldeas de todo el mundo y la mayoría de ellas residen en la aldea.

## Villages
La mayoría de las villages están diseñadas para familias, con aldeas que brindan instalaciones supervisadas durante el día para niños: los clubes "Baby", "Petit", "Mini", "Junior" y 12 instalaciones de Passworld en todo el mundo que ofrecen un espacio especial para pasar el rato de 11 a 17 -años de edad.
Las villages ahora se dividen en tres tipos diferentes:
Resorts familiares: aldeas con clubes para niños y actividades para adolescentes, que ofrecen actividades de esparcimiento y esparcimiento, y reciben a familias, parejas y amigos.
Resorts para todos: villages sin instalaciones del Club para niños y adolescentes, pero que reciben parejas, familias y amigos.
Resorts solo para adultos: villages solo para adultos, a partir de 18 años, que ofrecen entretenimiento, relajación, deportes y actividades de ocio para amigos, solteros o parejas.
A partir de junio de 2018, la compañía de complejos turísticos posee u opera más de setenta aldeas en Europa, África y Medio Oriente, América del Norte, México, el Caribe, América del Sur, Asia, Océano Índico y Océano Pacífico.

## Cruceros

### Flota actual
| Nombre     | Construido | Constructor                                         | Entrada en servicio para Club Med | Tonelaje bruto   | Bandera         | IMO     | Notas | Imagen |
| ---------- | ---------- | --------------------------------------------------- | --------------------------------- | ---------------- | --------------- | ------- | ----- | ------ |
| Club Med 2 | 1991       | Sociéte Nouvelle des Ateliers et Chantiers du Havre | 1996 - presente                   | 14,983 toneladas | Wallis y Futuna | 9007491 |       |        |

### Flota antigua
| Nombre     | Construido | Constructor                                         | Entrada en servicio para Club Med | Tonelaje bruto   | Bandera         | IMO     | Notas                                                               | Imagen           |
| ---------- | ---------- | --------------------------------------------------- | --------------------------------- | ---------------- | --------------- | ------- | ------------------------------------------------------------------- | ---------------- |
| Club Med 1 | 1989       | Sociéte Nouvelle des Ateliers et Chantiers du Havre | 1990 - 1998                       | 14,983 toneladas | Wallis y Futuna | 8700785 | Crucero vendido a Windstar Cruises y renombrado a Wind Surf en 1998 | Wind Surf (1989) |

- Datos: Q1076645
- Multimedia: Club Med / Q1076645